# Simon Rhein
Simon Rhein (2 maart 1995) is een Duitse voetballer die momenteel als middenvelder uitkomt voor Hansa Rostock.

## Carrière
Rhein maakte op 28 oktober 2018 zijn (basis)debuut voor 1. FC Nürnberg in de Bundesliga. De wedstrijd, tegen Eintracht Frankfurt, eindigde in een 1-1 gelijkspel.

## Clubstatistieken
| Seizoen | Club              | Competitie          | Competitie | Competitie | Beker | Beker | Internationaal | Internationaal | Overig | Overig | Totaal | Totaal |
| Seizoen | Club              | Competitie          | Wed.       | Dlp.       | Wed.  | Dlp.  | Wed.           | Dlp.           | Wed.   | Dlp.   | Wed.   | Dlp.   |
| ------- | ----------------- | ------------------- | ---------- | ---------- | ----- | ----- | -------------- | -------------- | ------ | ------ | ------ | ------ |
| 2017/18 | 1. FC Nürnberg II | Regionalliga Bayern | 35         | 4          | 0     | 0     | -              | -              | 0      | 0      | 35     | 4      |
| 2017/18 | 1. FC Nürnberg    | 2. Bundesliga       | 0          | 0          | 1     | 0     | -              | -              | 0      | 0      | 1      | 0      |
| 2018/19 | 1. FC Nürnberg II | Regionalliga Bayern | 8          | 0          | 0     | 0     | -              | -              | 0      | 0      | 8      | 0      |
| 2018/19 | 1. FC Nürnberg    | Bundesliga          | 8          | 0          | 0     | 0     | -              | -              | 0      | 0      | 8      | 0      |
| Totaal  | Totaal            | Totaal              | 51         | 4          | 1     | 0     | 0              | 0              | 0      | 0      | 52     | 4      |

Bijgewerkt op 31 mei 2019.